# Trocotró

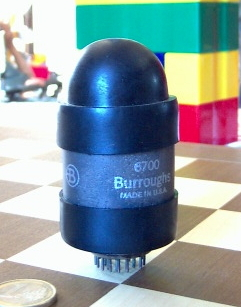
Trocotró 6700.

Es diu trocotró (trochotron, en anglès) a un tipus de vàlvula termoiònica destinada a servir de comptador decimal. El nom és degut al fet que els electrons segueixen trajectòries trocoïdals, per la interacció d'un camp magnètic amb el camp elèctric entre els elèctrodes de la vàlvula. Arriben a una freqüència de comptatge de 2 MHz.
Existeixen dos tipus de trocotrons. El més antic anava envoltat per un imant extern cilíndric, com el de la foto. Posteriorment aquest es va incloure dins de l'ampolla de vidre, substituint-lo per cilindres imantats, un a cada "diana" (Elèctrode de sortida), com es mostra a la figura.
El càtode és al centre, envoltat per 10 elèctrodes diana. Entre el càtode i cada diana es disposa un elèctrode en forma de "J", anomenat pala (Spade). Propers a ells se situen uns altres elèctrodes plans, anomenats "reixeta". Les reixetes es connecten alternativament, formant dos grups: "parell" i "senar".
Amb tots els elèctrodes positius (excepte el càtode, evidentment) es produeix un camp elèctric radial, que impulsa els electrons en aquesta direcció. Però el camp magnètic perpendicular corba les trajectòries, que adopten forma trocoïdal. Quan una Spade es connecta a massa, aquesta distorsiona el camp, fent que els electrons arribin al blanc corresponent. El dispositiu queda enclavat en aquest estat, encara que es retiri l'impuls negatiu. El feix es mou per les dianes, aplicant successivament impulsos a les reixetes parells i senars.
Un altre tipus de comptador termoiònic és el Decatró.

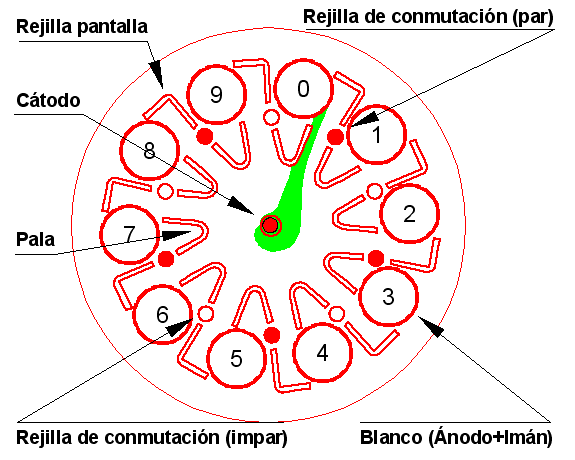
Secció transversal d'un trocotró 6710.